# そはらふれあいセンター そらーら
そはらふれあいセンター そらーらは、岐阜県各務原市にある各務原市が運営する公共施設。

## 概要
各務原市蘇原地区の公共施設であり、行政施設の「蘇原市民サービスセンター」、集会施設の「蘇原コミュニティセンター」、子育て支援施設の「そはら子ども館」、蘇原第一小学校学童保育室の複合施設である。2011年（平成23年）竣工。市民サービスセンターは3月22日、学童保育室は3月28日、子ども館は3月29日、コミュニティセンターは4月1日に開館した。

## 沿革
- 1963年（昭和38年）4月1日 - 旧・蘇原町役場を各務原市役所とする。
- 1964年（昭和39年）4月1日 - 現在の各務原市役所の場所にあった岐阜県蚕業試験場の建物を市役所庁舎とし移転。旧・蘇原町役場の建物は市役所蘇原支所となる。
- 1966年（昭和41年） - 蘇原支所内に各務原市考古資料室、民俗資料室を設置する。
- 1978年（昭和53年） - 考古資料室、民俗資料室が各務原市保健文化会館内に移転し、各務原市歴史民俗資料館として開館。
- 1981年（昭和56年）1月19日 - 蘇原支所の一部を改修し、蘇原北福祉センターが開館[2]。
- 2011年（平成23年）
  - 3月22日 - 「そはらふれあいセンター そらーら」が竣工。蘇原市民サービスセンター（旧・蘇原支所）が「そはらふれあいセンター そらーら」内に移転。
  - 4月1日 - 「そはらふれあいセンター そらーら」内に蘇原コミュニティセンターが開館。同時に蘇原北福祉センターを廃止。
- 2014年（平成26年） - 旧・蘇原町役場の建物を解体。

## 蘇原市民サービスセンター

### 取り扱い業務
- 住所変更の手続き（転入、転出、転居など）
- 戸籍の届出（出生届、結婚届など）
- 住民票、戸籍などの謄本・抄本の発行
- 印鑑登録、印鑑登録証明書の発行
- 所得証明、資産証明などの税証明の発行
- 国民健康保険、国民年金の加入・脱退などの手続き
- 税金、保険料など公金の収納
- 市役所へ提出する届書の取り次ぎ

### 業務時間
- 月曜日から金曜日の8時30分から17時30分（土曜日・日曜日・祝日・年末年始を除く）

## 蘇原コミュニティセンター

### 施設内容
- 集会室
- 会議室
- 遊戯室
- 研修室
- 休養室（和室）

### 開館時間
- 9時から21時　（年末年始（12月29日～1月3日）を除く）

## 所在地
- 岐阜県各務原市蘇原野口町1丁目1-3

## アクセス

### 自動車
- 岐阜県道205号長森各務原線（おがせ街道）「野口町1」交差点より北へ約300m。

### 公共交通機関
- 各務原市ふれあいバス・蘇原線「蘇原第一小学校前」バス停より徒歩で約5分。
- 名鉄各務原線「六軒駅」下車、徒歩で約20分。

## 周辺施設
- 各務原市立蘇原中学校
- 各務原市立蘇原第一小学校　※隣接
- 岐阜信用金庫蘇原支店
- 各務原蘇原郵便局
- 名鉄各務原線「六軒駅」